# 菖蒲乡
菖蒲乡，是中华人民共和国江西省赣州市寻乌县下辖的一个乡镇级行政单位。

## 行政区划
菖蒲乡下辖以下地区：
菖蒲村、五丰村、坪光村、徐溪村、铜锣村、虎石村、黄田村和黄砂村。